# Akka (montagne)
Pour les articles homonymes, voir Akka.
Akka (en langue sami : Áhkká) est une montagne située dans le parc national de Stora Sjöfallet, dans le nord-ouest de la Laponie en Suède. Elle comporte onze cimes en tout, son point culminant Stortoppen atteignant 2 011 mètres d'altitude. La montagne est faite de rochers très escarpés et de glaciers au bord du lac Akkajaure. La différence d'altitude entre le pied de la montagne et le sommet est d'environ 1 500 mètres, la plus importante de Suède.
Le nom Akka, remontant à la mythologie sami, réfère à une déesse de sagesse et de beauté, ce qui explique qu'akka a pu être utilisé en langue sami pour désigner « grand-mère » ou « femme sage ». Akka est aussi le nom de l'oie alpha du roman de Selma Lagerlöf Le Merveilleux Voyage de Nils Holgersson à travers la Suède (1906-1907).

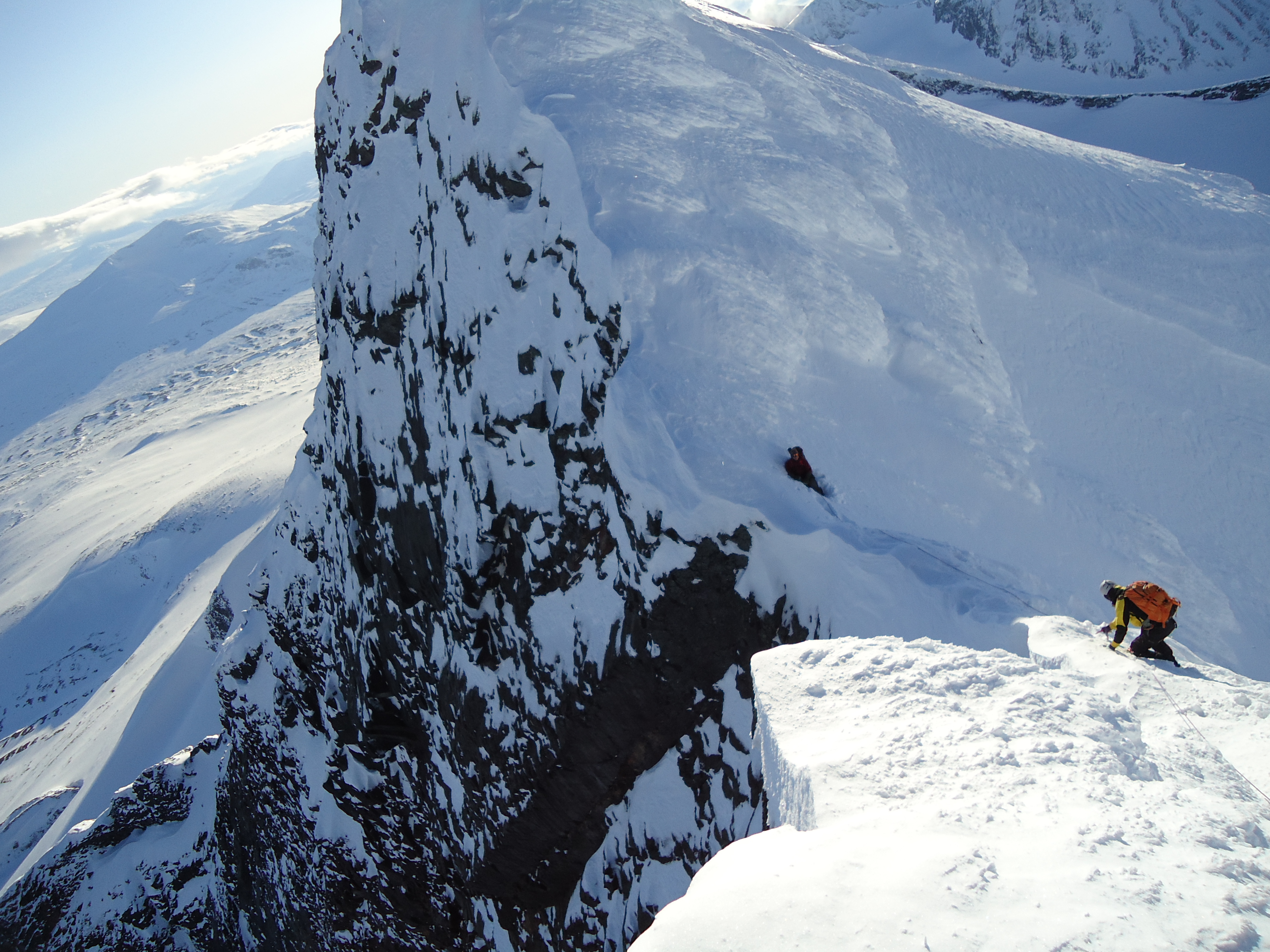
Le sommet d'Akka.